# Сусрети библиографа у спомен на др Георгија Михаиловића
Сусрети библиографа у спомен на др Георгија Михаиловића су стручно-научни скупови посвећени теоријским и практичним аспектима библиографије, први пут организовани 1983. године. Организатор овог догађаја је Народна библиотека „др Ђорђе Натошевић” у Инђији.
Предлог о организовању Сусрета потекао је на Сабору библиотекара Срема, октобра 1982. године, у Иригу, а прихваћен је на Скупштини библиотечких радника Срема у Старој Пазови. Савет Народне библиотеке „Др Ђорђе Натошевић“ донео је, 27. јануара 1983. године, одлуку о установљавању Сусрета библиографа у спомен на „др Георгија Михаиловићa”, те су 14. октобра 1983. године и одржани први пут. Циљ одржавања Сусрета је да се стручним круговима и широј јавности истакне суштина и значај библиографије, као извора информација и претпоставке бављења било којом научном дисциплином, а уједно и нагласи место, улога и важност тог рада са историјског и националног аспекта.
До 1987. године Сусрети библиографа су одржавани сваке године, а отада бијенално. Од 2000. године, Сусрети се финансирају средствима Општине Инђија. Након сваког одржаног скупа, саопштени научни радови публикују се у зборнику радова Сусрети библиографа у спомен на др Георгија Михаиловића.